# Boquilla de las Perlas
Boquilla de las Perlas es una localidad del estado mexicano de Coahuila. Es parte del municipio de Viesca.

## Demografía
| Gráfica de evolución demográfica |
|                                  |

| Censo | Población |
| ----- | --------- |
| 1940  | 132       |
| 1950  | 89        |
| 1960  | 403       |
| 1970  | 982       |
| 1980  | 1 021     |
| 1990  | 1 273     |
| 2000  | 1 414     |
| 2010  | 1 705     |
| 2020  | 1 876     |